# Tom Tykwer
Tom Tykwer (født 23. maj 1965) er en tysk filminstruktør.

## Filmografi
- 1998: Lola (Lola rennt)
- 2000: Krigeren og kejserinden (Der Krieger und die Kaiserin)
- 2006: Parfumen (Das Parfüm)
- 2009: The International
- 2017: Babylon Berlin